# Beffes
Beffes est une commune française située dans le département du Cher, en région Centre-Val de Loire. Elle compte 721 habitants (recensement 2012) que l'on prénomme les Beffois et les Beffoises.

## Géographie
Le village de Beffes se situe sur la rive gauche de la Loire à 220 km au sud de Paris, à 20 km au nord-ouest de Nevers et 10 km au sud de La Charité-sur-Loire.
La commune fait partie du canton de Sancergues ; en 2015, à la suite du redécoupage des cantons du département, elle fera partie du canton d'Avord.

### Climat
Pour des articles plus généraux, voir Climat du Centre-Val de Loire et Climat du Cher.
En 2010, le climat de la commune est de type climat océanique dégradé des plaines du Centre et du Nord, selon une étude du CNRS s'appuyant sur une série de données couvrant la période 1971-2000. En 2020, Météo-France publie une typologie des climats de la France métropolitaine dans laquelle la commune est exposée à un climat océanique altéré et est dans la région climatique  Centre et contreforts nord du Massif Central, caractérisée par un air sec en été et un bon ensoleillement. 
Pour la période 1971-2000, la température annuelle moyenne est de 11,1 °C, avec une amplitude thermique annuelle de 15,7 °C. Le cumul annuel moyen de précipitations est de 798 mm, avec 11,6 jours de précipitations en janvier et 7,8 jours en juillet. Pour la période 1991-2020, la température moyenne annuelle observée sur la station météorologique la plus proche, située sur la commune de Guérigny à 14 km à vol d'oiseau, est de 11,7 °C et le cumul annuel moyen de précipitations est de 910,8 mm,. Pour l'avenir, les paramètres climatiques de la commune estimés pour 2050 selon différents scénarios d'émission de gaz à effet de serre sont consultables sur un site dédié publié par Météo-France en novembre 2022.

## Urbanisme

### Typologie
Au 1er janvier 2024, Beffes est catégorisée bourg rural, selon la nouvelle grille communale de densité à 7 niveaux définie par l'Insee en 2022.
Elle est située hors unité urbaine. Par ailleurs la commune fait partie de l'aire d'attraction de Nevers, dont elle est une commune de la couronne,. Cette aire, qui regroupe 93 communes, est catégorisée dans les aires de 50 000 à moins de 200 000 habitants,.

### Occupation des sols
L'occupation des sols de la commune, telle qu'elle ressort de la base de données européenne d’occupation biophysique des sols Corine Land Cover (CLC), est marquée par l'importance des territoires agricoles (45,6 % en 2018), en diminution par rapport à 1990 (48,8 %). La répartition détaillée en 2018 est la suivante : 
terres arables (38,5 %), forêts (35,4 %), mines, décharges et chantiers (11,6 %), zones agricoles hétérogènes (5,8 %), zones urbanisées (4,6 %), eaux continentales (2,5 %), prairies (1,4 %), milieux à végétation arbustive et/ou herbacée (0,2 %).
L'évolution de l’occupation des sols de la commune et de ses infrastructures peut être observée sur les différentes représentations cartographiques du territoire : la carte de Cassini (XVIIIe siècle), la carte d'état-major (1820-1866) et les cartes ou photos aériennes de l'IGN pour la période actuelle (1950 à aujourd'hui).

### Risques majeurs
Le territoire de la commune de Beffes est vulnérable à différents aléas naturels : météorologiques (tempête, orage, neige, grand froid, canicule ou sécheresse), inondations, mouvements de terrains et séisme (sismicité très faible). Il est également exposé à deux risques technologiques,  le transport de matières dangereuses et la rupture d'un barrage. Un site publié par le BRGM permet d'évaluer simplement et rapidement les risques d'un bien localisé soit par son adresse soit par le numéro de sa parcelle.

#### Risques naturels
Certaines parties du territoire communal sont susceptibles d’être affectées par le risque d’inondation par débordement de cours d'eau, notamment le canal latéral à la Loire, la Loire et le Châteauvert. La commune a été reconnue en état de catastrophe naturelle au titre des dommages causés par les inondations et coulées de boue survenues en 1982 et 1999,.

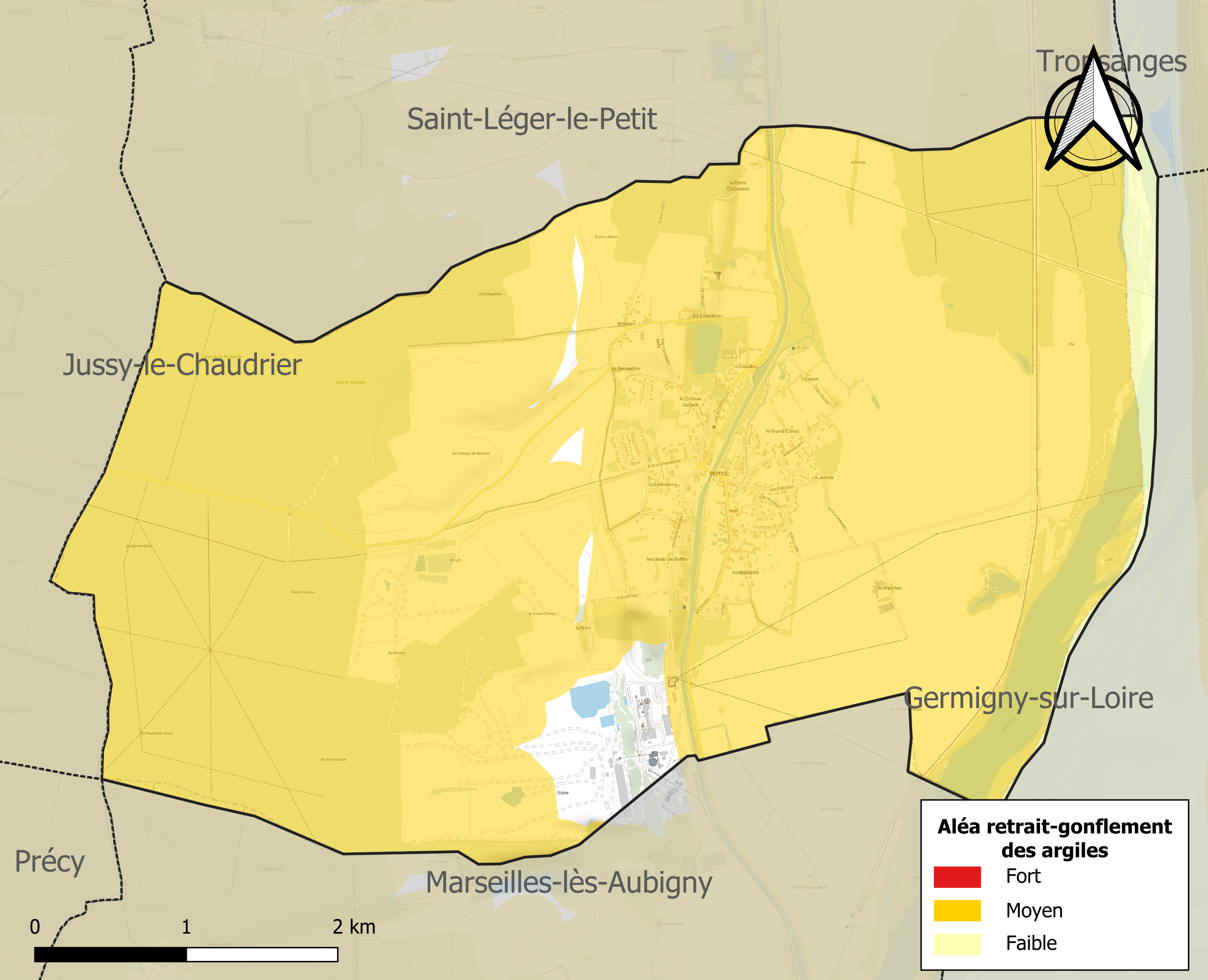
Carte des zones d'aléa retrait-gonflement des sols argileux de Beffes.

La commune est vulnérable au risque de mouvements de terrains constitué principalement du retrait-gonflement des sols argileux. Cet aléa est susceptible d'engendrer des dommages importants aux bâtiments en cas d’alternance de périodes de sécheresse et de pluie. 96,5 % de la superficie communale est en aléa moyen ou fort (90 % au niveau départemental et 48,5 % au niveau national). Sur les 373 bâtiments dénombrés sur la commune en 2019, 373 sont en aléa moyen ou fort, soit 100 %, à comparer aux 83 % au niveau départemental et 54 % au niveau national. Une cartographie de l'exposition du territoire national au retrait gonflement des sols argileux est disponible sur le site du BRGM,.
Concernant les mouvements de terrains, la commune a été reconnue en état de catastrophe naturelle au titre des dommages causés par la sécheresse en 2019 et par des mouvements de terrain en 1999.

#### Risques technologiques
Le risque de transport de matières dangereuses sur la commune est lié à sa traversée par des infrastructures routières ou ferroviaires importantes ou la présence d'une canalisation de transport d'hydrocarbures. Un accident se produisant sur de telles infrastructures est en effet susceptible d’avoir des effets graves au bâti ou aux personnes jusqu’à 350 m, selon la nature du matériau transporté. Des dispositions d’urbanisme peuvent être préconisées en conséquence.
Une partie du territoire de la commune est en outre située en aval d'une digue. À ce titre elle est susceptible d’être touchée par l’onde de submersion consécutive à la rupture de cet ouvrage.

## Histoire
Les plus anciens vestiges du territoire sont ceux d’une villa gallo-romaine ayant livré des mosaïques et des monnaies. Le siège de la seigneurie primitive est sans doute dressé sur la butte de terre du Baisfort, tandis que le fief de Mons Odonis se développe au nord du bourg. Le village est mentionné pour la première fois en 1227.
La prospérité de la localité est amorcée à partir des années 1880 avec le développement de l’industrie de la chaux, et le XXe siècle est marqué par l’essor de la cimenterie. La première usine à ciment artificiel est implantée en 1929 par la société Poliet et Chausson et elle passe ensuite à Calcia Beffes.
À partir de 1954, l’usine prospère et elle emploie à la fin du XXe siècle 120 personnes, produisant 2 500 tonnes de ciment par jour. La production est distribuée pour moitié dans la région Centre et le reste est partagé entre la Bourgogne et l’Auvergne. Elle est acheminée par la route ou la voie ferrée de la ligne de La Guerche-sur-l'Aubois à Marseilles-lès-Aubigny, le canal latéral à la Loire n’étant plus utilisé comme voie de transport.

## Politique et administration

### Liste des maires
| Période                                  | Période  | Identité               | Étiquette | Qualité                           |
| ---------------------------------------- | -------- | ---------------------- | --------- | --------------------------------- |
| Les données manquantes sont à compléter. |          |                        |           |                                   |
| 1935                                     | 1939     | Auguste Debord         | PCF       | Messager Suspendu en août 1939    |
| 1944                                     | 1945     | Auguste Debord         | PCF       | Messager                          |
| mars 1977                                | mai 2020 | Roger Naccache         | DVG       | Retraité salarié du secteur privé |
| mai 2020                                 | en cours | Olivier Michel Le Cam, | DVD       | Contremaître, agent de maîtrise   |

### Politique environnementale
Dans son palmarès 2016, le Conseil National des Villes et Villages Fleuris de France a attribué une fleur à la commune au Concours des villes et villages fleuris.

## Démographie
L'évolution du nombre d'habitants est connue à travers les recensements de la population effectués dans la commune depuis 1793. Pour les communes de moins de 10 000 habitants, une enquête de recensement portant sur toute la population est réalisée tous les cinq ans, les populations de référence des années intermédiaires étant quant à elles estimées par interpolation ou extrapolation. Pour la commune, le premier recensement exhaustif entrant dans le cadre du nouveau dispositif a été réalisé en 2004.

En 2022, la commune comptait 598 habitants, en évolution de −8,42 % par rapport à 2016 (Cher : −2,48 %, France hors Mayotte : +2,11 %).
| 1793 | 1800 | 1806 | 1821 | 1831 | 1836 | 1841 | 1846 | 1851 |
| ---- | ---- | ---- | ---- | ---- | ---- | ---- | ---- | ---- |
| 213  | 221  | 181  | 211  | 209  | 214  | 231  | 235  | 262  |

| 1856 | 1861 | 1866 | 1872 | 1876 | 1881 | 1886 | 1891 | 1896 |
| ---- | ---- | ---- | ---- | ---- | ---- | ---- | ---- | ---- |
| 300  | 315  | 336  | 379  | 347  | 389  | 479  | 487  | 555  |

| 1901 | 1906 | 1911 | 1921 | 1926 | 1931 | 1936 | 1946 | 1954 |
| ---- | ---- | ---- | ---- | ---- | ---- | ---- | ---- | ---- |
| 616  | 675  | 761  | 713  | 818  | 991  | 872  | 746  | 690  |

| 1962 | 1968 | 1975 | 1982 | 1990 | 1999 | 2004 | 2006 | 2009 |
| ---- | ---- | ---- | ---- | ---- | ---- | ---- | ---- | ---- |
| 668  | 637  | 689  | 662  | 644  | 672  | 683  | 681  | 704  |

| 2014 | 2019 | 2022 | - | - | - | - | - | - |
| ---- | ---- | ---- | - | - | - | - | - | - |
| 662  | 617  | 598  | - | - | - | - | - | - |

## Économie
La ville compte une cimenterie de Ciments français, filiale du groupe italien Italcementi.

## Vie locale

### Équipements
- Centre de plongée régional.
- Centre intergénérationnel.
- Médiathèque.
- Halte nautique[28].
- Vélo-Camping[29].

### Sports - Loisirs - Structures
- Football Fc Beffes
- Tennis Club Beffois[30]
- Gymnase
- Centre de Plongée régional[31]
- Club de gymnastique
- Club de pétanque
- Club Pyramide

## Culture locale et patrimoine

### Lieux et monuments
- Château, XVe, XVIe et début XIXe siècles.
- Église Sainte-Catherine. Rebâtie vers 1880.
- Lavoir, fin XIXe siècle, situé route de Chabrolles.
- Site de Chabrolles datant de 1880 environ.
- Canal latéral à la Loire
- Gare d'eau.

### Personnalités liées à la commune
La famille Dubois-Descours de la Maisonfort a possédé le château de Beffes où ont séjourné, durant la première moitié du XIXe siècle :
- Antoine François Philippe Dubois-Descours de la Maisonfort, général et écrivain ;
- Charles Yves César Cyr du Coëtlosquet, général de division, neveu du précité - maire de Beffes de février 1833 à octobre 1835 ;
- Maximilien Dubois-Descours de la Maisonfort, général de division, fils d'Antoine François Philippe et cousin du précité - maire de Beffes d'avril 1836 à avril 1837.

Le film Notre Dernière Chance a été tourné dans la grande salle des fêtes de Beffes. Réalisé par Lucas Lemoine, sorti en 2024.